# Metropolis Software
Metropolis Software a fost un dezvoltator polonez de jocuri video fondat în 1992 de prietenii de liceu Adrian Chmielarz⁠(d) și Grzegorz Miechowski. Studioul a avut succes în Europa cu jocurile dezvoltate.
Până la sfârșitul anului 1997, Metropolis s-a extins pentru a include 20 de angajați cu normă întreagă. În jurul anului 2002, un conflict personal între Chmielarz și Miechowski l-a determinat pe Chmielarz să părăsească compania. Câteva luni mai târziu, Chmielarz a fondat People Can Fly⁠(d), împreună cu alți angajați de la Metropolis. Miechowski a continuat să conducă Metropolis. În 2008, studioul a fost cumpărat de CD Projekt⁠(d) și a fost închis în 2009. În octombrie 2010, foștii dezvoltatori de jocuri video CD Projekt și Metropolis Software au anunțat formarea 11 Bit Studios, o casă de dezvoltare de jocuri cu Miechowski ca director general.
În jurul anului 1997, Metropolis și-a asigurat o licență pentru a dezvolta un joc video bazat pe seria Vrăjitorul (The Witcher) a scriitorului polonez Andrzej Sapkowski. Potrivit lui Chmielarz, Sapkowski nu a fost interesat de joc, a urmărit doar valoarea monetară a licenței, dând lui Metropolis libertatea de a-l dezvolta așa cum credea de cuviință. Compania a ajuns până la finalizarea unui nivel jucabil, producerea de materiale de presă și asigurarea unui editor TopWare⁠(d), dar la acea vreme, Metropolis lucra și la alte trei titluri. Dificultățile cu jocul și îngrijorarea celor de la TopWare că originea slavă a materialului sursă ar putea să nu aibă o atractivitate internațională au făcut ca proiectul să fie în cele din urmă abandonat. Chmielarz a spus că proiectul nu a fost niciodată anulat oficial, dar s-a pierdut printre celelalte lucrări pe care le făceau până în 1999.
CD Projekt a achiziționat ulterior drepturile pentru The Witcher pentru a dezvolta jocul omonim (2007).

## Jocuri
- Tajemnica Statuetki⁠(d) (1993)
- Teenagent⁠(d) (1994)
- Blaster!⁠(d) / Katharsis (1997)
- The Prince and the Coward⁠(d) / Książę i tchórz (1998)
- RoboRumble / Reflux (1998)
- Gorky 17 (1999)
- Archangel (2002)
- Gorky Zero: Beyond Honor / Gorky Zero: Fabryka niewolników (2003)
- Gorky Zero 2: Aurora Watching (2004)
- Ski Jumping 2006 / Skoki narciarskie 2006 (2005)
- Infernal (2007)
- They (anulat)
- The Witcher / Wiedźmin (anulat)